# Nguyễn Kính
Nguyễn Kính (chữ Hán: 阮敬; 1508 - 1572) tên thường gọi là Nguyễn Thanh Phúc, là một công thần khai quốc nhà Mạc trong lịch sử Việt Nam.

## Tiểu sử
Nguyễn Kính, cũng còn thường gọi là Phúc, sinh ra trong một gia đình làm nghề đốn củi ở xã Dị Nậu, nơi sử sách chép là Cổ Nậu Trang, dân gian quen gọi là Kẻ Núc, nay thuộc huyện Thạch Thất, Hà Nội. Thuở bé, Phúc diện mạo khôi ngô, khỏe mạnh, ham học hỏi và nghịch ngợm. Sách Đại Việt thông sử của nhà Hậu Lê đối lập với nhà Mạc mô tả ông là người "tính hung hãn, vô lại".

## Đánh Trần Cảo
Thời Nguyễn Kính lớn lên, nhà Hậu Lê suy yếu trầm trọng do hai vua Uy Mục và Tương Dực. Vua Lê Tương Dực ăn chơi trụy lạc, dân gian bị bóc lột cùng khốn, đồng loạt nổi dậy làm phản, trong đó lớn nhất khởi nghĩa Trần Cảo.
Trong triều nảy sinh bè phái, đại thần Trịnh Duy Sản can ngăn vua Tương Dực bị đánh đòn nên sinh oán hận, giết chết vua Tương Dực, lập chắt của vua Lê Thánh Tông là Y mới 11 tuổi lên ngôi, tức là Lê Chiêu Tông (1516).
Quân khởi nghĩa Trần Cảo tiến đánh kinh thành Thăng Long. Cùng lúc đó Nguyễn Hoằng Dụ đóng quân ở Bồ Đề, được tin Duy Sản giết vua, liền đem quân qua sông, đốt hết phố xá trong kinh thành. Trịnh Duy Sản thấy kinh thành bị phá liền mang vua Lê Chiêu Tông bỏ chạy về Tây Đô (Thanh Hóa).
Nhân đấy Trần Cảo sang qua sông, vào chiếm cứ kinh thành. Lúc đó con nuôi Trịnh Duy Sản là Thiết Sơn bá Trần Chân thống suất các dũng sĩ cũ cùng con em trong nhà, binh tráng trong làng đóng ở chợ Hoàng Hoa, để mưu tính công việc đánh Trần Cảo. Nguyễn Kính bèn tụ tập con em đi theo Trần Chân, được Trần Chân tin dùng.
Ông cùng Trần Chân từ làng Dư Dụ huyện Thanh Đàm đem quân đón đánh tướng của Trần Cảo là Phan Ất từ làng Bảo Đà huyện Thanh Oai tiến đến. Quân hai bên kịch chiến ở xạ đôi (mô đất để tập bắn). Trần Chân bị thương, lại thấy rằng toán quân của mình chơ vơ khó có thể đánh lâu được, bèn nhân đêm rút quân đến chợ Hoàng Hoa.
Trịnh Duy Sản, Nguyễn Hoằng Dụ, Trịnh Tuy và các quan cựu thần phân binh ra vây Đông Kinh. Trần Cao phải bỏ kinh thành chạy lên đất Lạng Nguyên. Vua Chiêu Tông trở lại kinh thành.
Sau đó Trịnh Duy Sản đi đánh Cảo bị tử trận ở Chí Linh. Cảo lại mang quân về định đánh kinh thành. Nguyễn Kính theo Trần Chân phá được Cảo ở Gia Lâm. Cảo thua chạy rút qua sông Cầu, truyền ngôi cho con là Cung và bỏ đi làm sư mất tích.

## Võ tướng bất trị
Trần Cảo tạm bị dẹp yên nhưng các đại thần nhà Lê lại quay sang đánh nhau. Nguyễn Hoằng Dụ cất quân đánh Trịnh Tuy. Tuy bèn bỏ chạy.
Trần Chân về phe với Trịnh Tuy, cất quân đánh Hoằng Dụ. Nguyễn Kính theo giúp, theo mật lệnh của Trần Chân cùng con em các quân doanh ở Sơn Tây đánh Hoằng Dụ. Dụ không chống nổi, chạy vào Thanh Hoa.
Trần Chân đã đuổi được Nguyễn Hoằng Dụ, cầm quân bảo vệ kinh sư, một mình cầm quyền bính trong tay. Mạc Đăng Dung muốn kết thân, liền hỏi lấy con gái Trần Chân cho con trai mình là Mạc Đăng Doanh.
Ngày 11 tháng 7 năm 1518, Chiêu Tông tin lời gièm pha muốn giết Trần Chân, bèn cho triệu Trần Chân vào trong cung cấm. Trần Chân cùng các thủ hạ Trần Trí, Nguyễn Nga, Nguyễn Bá Đại, Lê Nguyên Khâm... 6 người đi vào. Chiêu Tông hạ lệnh đóng các cửa thành rồi sai lực sĩ bắt, Trần Chân chạy đến trên thành, người giữ cửa bắt được đem chém chết.
Nguyễn Kính cùng các thủ hạ của Trần Chân là Hoàng Duy Nhạc, Nguyễn Áng nghe tin Trần Chân bị hãm trong thành, bèn đánh ba hồi chiêng, đem quân vào cửa Đại Hưng. Thấy các cửa thành đã đóng, Nguyễn Kính cùng các tướng bèn tiến thẳng vào ty Địch vạn vệ Cẩm y. Người giữ cửa ngăn lại không cho vào. Vua Chiêu Tông đem quân đi tuần trong thành, bêu đầu Trần Chân cho xem. Nguyễn Kính biết Trần Chân đã bị giết, mà mình thì cô thế, bèn tạm rút lui ra ngoài. Ông tập hợp đông đủ các thủ hạ của Trần Chân để đánh báo thù.
Ngày 14 tháng 7, Nguyễn Kính cùng Nguyễn Áng, Nguyễn Hiêu, Cao Xuân Thì (có sách chép là Nguyễn Chi, Mã Cử) cùng họp với nhau ở chùa Yên Lãng , đem quân đánh vào sát kinh thành. Vua Chiêu Tông đang đêm phải chạy sang dinh Bồ Đề ở Gia Lâm để tránh.
Trịnh Tuy đóng quân ở Sơn Nam có hơn 1 vạn người, nghe tin vua chạy ra ngoài, quân lính tan rã. Quân Sơn Tây của Nguyễn Kính thả sức cướp phá, kinh thành sạch không. Chiêu Tông cho gọi Nguyễn Hoằng Dụ ra đánh Nguyễn Kính, nhưng Hoằng Dụ lưỡng lự không đi.
Chiêu Tông bèn triệu thông gia của Trần Chân là Mạc Đăng Dung đang trấn thủ Hải Dương về cứu, rồi sai người đi dụ Nguyễn Kính. Ông đòi vua Chiêu Tông phải giết Chử Khải, Trịnh Hựu, Ngô Bính là những người gièm pha Trần Chân. Chiêu Tông nghe kế của Đàm Cử, bèn giết 3 người. Nhưng Nguyễn Kính lại càng hoành hành, đóng quân không rút.
Tháng 9 năm 1518, Trịnh Tuy và văn thần Nguyễn Sư mưu lập người con của Tĩnh Tu công Lộc tên là Bảng làm vua, đổi niên hiệu là Đại Đức, rồi lại phế Bảng và lập em Bảng là Lê Do, đổi niên hiệu là Thiên Hiến, làm hành diện ở xã Do Nha, huyện Từ Liêm. Tuy sai người dụ Nguyễn Kính. Nguyễn Kính thấy Tuy là người cùng phe với Trịnh Duy Sản và Trần Chân trước đây nên đồng lòng đi theo.
Chiêu Tông sai người đi mời Nguyễn Hoằng Dụ lần nữa và sai Mạc Đăng Dung cùng đi đánh Nguyễn Kính. Hoằng Dụ được tin, bèn đem quân Thanh Hoa ra cứu. Nguyễn Kính đánh cho Hoằng Dụ thua to, quân chết rất nhiều. Hoằng Dụ chạy xuống thuyền, tự liệu không đánh được Nguyễn Kính, liền bãi binh bỏ chạy về Thanh Hóa rồi chết, chỉ để một mình Mạc Đăng Dung ở lại cầm cự.
Tháng 1 năm 1519, Chiêu Tông sai các tướng đánh phá, Trịnh Tuy thua trận, cùng Lê Do rút về vùng Yên Lãng, Yên Lạc . Chiêu Tông lại sai tướng đến đánh, bọn Tuy đang đêm kinh sợ trốn chạy.
Tháng 7 năm 1519, Mạc Đăng Dung thống lĩnh các quân thủy bộ phá Lê Do ở Từ Liêm rồi bắt được Do ở Ninh Sơn, giải về giết chết. Trịnh Tuy bỏ chạy về Thanh Hoá. Nguyễn Kính cùng Nguyễn Áng, Hoàng Duy Nhạc đều xin hàng triều đình.

## Bỏ Lê theo Mạc
Ngày 27 tháng 7 năm 1522, Chiêu Tông không muốn bị Đăng Dung khống chế, bèn chạy ra Sơn Tây gọi quân Cần vương. Đăng Dung sai Hoàng Duy Nhạc mang quân đuổi theo, tới huyện Thạch Thất thì đuổi kịp. Chiêu Tông đem quân huyện Thạch Thất chống lại, bắt được Duy Nhạc.
Đăng Dung bèn lập em Chiêu Tông là Xuân lên ngôi, tức là Lê Cung Hoàng, lấy niên hiệu là Thống Nguyên. Từ bấy giờ trong nước có 2 vua là Chiêu Tông và Cung Hoàng.
Vua Chiêu Tông được các tướng Hà Phi Chuẩn, Đàm Thận Huy, Lê Đình Tú về cứu. Nguyễn Kính cùng Nguyễn Áng cũng theo giúp Chiêu Tông chống Đăng Dung. Thanh thế Chiêu Tông rất lớn, làm chủ các xứ phía Tây, Nam, Bắc. Mạc Đăng Dung và vua Cung Hoàng chỉ còn phía đông. Nhưng sau đó Trịnh Tuy ở Thanh Hóa ra cần vương, các tướng bất hoà. Trịnh Tuy trở thành lực lượng cần vương mạnh nhất, tranh công mang Chiêu Tông vào Thanh Hoá, ra lệnh các đạo bãi binh, từ đó các tướng không theo Chiêu Tông nữa.
Nguyễn Kính và Nguyễn Áng thấy vậy bèn đi theo Mạc Đăng Dung. Từ đó ông trở thành trợ thủ đắc lực của họ Mạc. Ông theo Mạc Đăng Dung đi đánh dẹp các lực lượng đối lập, tới năm 1525 bắt được vua Chiêu Tông, dẹp các lực lượng trung thành với nhà Lê.

## Đại thần nhà Mạc
Năm 1527, Mạc Đăng Dung cướp ngôi nhà Hậu Lê, lập ra nhà Mạc, Nguyễn Kính được phong tước Tây Thanh hầu rồi Tây quận công trấn giữ vùng Sơn Tây. 
Đầu năm 1531, Nguyễn Kim khởi binh chống nhà Mạc ở Ai Lao, mang quan về đánh Thanh Hoá. Mạc Thái Tông sai Tây quận công Nguyễn Kính vào đánh. Nguyễn Kính bị thua hai trận. Nhưng tới tháng 9, trời đổ mưa nhiều, ông thừa cơ dùng thủy quân tiến đánh, quân Nguyễn Kim rối loạn phải rút về Ai Lao.
Năm 1546, Mạc Hiến Tông mất, con là Mạc Phúc Nguyên còn nhỏ lên thay, tức là Mạc Tuyên Tông. Khiêm vương Mạc Kính Điển là người được Hiến Tông chọn làm phụ chính. Trong triều xảy ra biến loạn: Tứ Dương hầu Phạm Tử Nghi muốn lập người em của Mạc Thái Tông là Hoằng vương Mạc Chính Trung (con thứ hai của Mạc Thái Tổ) đã trưởng thành nhưng Mạc Kính Điển không thuận, quyết phò Phúc Nguyên lên ngôi. Tử Nghi bèn cùng Chính Trung khởi binh nổi loạn. Nguyễn Kính đứng về phía Mạc Kính Điển, dốc sức phò tá vua nhỏ Tuyên Tông.
Ban đầu Phạm Tử Nghi thắng thế, Nguyễn Kính theo Mạc Kính Điển cùng đi đánh Tử Nghi bị bại trận. Tuy nhiên sau đó Tử Nghi nhiều lần tiến đánh Đông Kinh nhưng đều bị Kính Điển, Nguyễn Kính và con ông là Hữu Mệnh kiên cường chống trả nên Tử Nghi không thể chiếm được thành, hao binh tổn tướng, phải đem Mạc Chính Trung chạy ra chiếm cứ Yên Quảng (Quảng Ninh) và thường kéo về cướp phá Hải Dương. Sau Tử Nghi quay sang đánh phá sang Quảng Đông, Quảng Tây, nhà Minh không kiềm chế nổi.
Sau Tử Nghi lại đem Chính Trung quay về Yên Quảng định đánh Đông Kinh. Năm 1551, Mạc Kính Điển mang quân đi dẹp Phạm Tử Nghi, sai kẻ dưới quyền lừa bắt được Tử Nghi đem chém. Mạc Chính Trung bỏ chạy sang Trung Quốc và bị giết.
Do có công lao với nhà Mạc trong trận này, ông được phong làm thái uý, Tây quốc công, được mở phủ riêng ở Cần Kiệm (Thạch Thất).
Năm 1572 thời Mạc Mậu Hợp, Nguyễn Kính mất. Ông được chôn cất tại Cần Kiệm (Thạch Thất). Nhà Mạc truy tặng ông là Tây Kỳ vương. Ông là công thần khai quốc duy nhất của nhà Mạc sống cả năm đời vua Mạc.
Các con ông có ba người đều làm đại thần nhà Mạc và được ban họ vua: Mạc Nguyên làm đến thái bảo, tước Phú quốc công; Mạc Hữu Mệnh làm võ tướng, Mạc Ngọc Liễn là phò mã nhà Mạc, làm đến chức thái bảo Đà quốc công chưởng phủ sự.

## Nhận định
Nhận định về hành động báo thù cho Trần Chân của Nguyễn Kính, sách Đại Việt Sử ký Toàn thư viết:
Hợp cả Nguyễn Kính, Nguyễn Ánh mà bàn, thì hai người này là tướng dưới trướng của [Trần] Chân, mài chí phục thù, dốc lòng trừ gian, liều mình cứu mạng cho chủ, trên là để báo lại ơn đức xưa nay, dưới là giải được mối oan khiên uất ức, phù trì chính khí cho ức vạn năm, diệt bọn gian hùng cho ngay lúc ấy, đạo thờ thầy đã sáng rõ lắm rồi.
Nhà Hậu Lê đổ nát, lại càng suy yếu vì loạn lạc giặc giã, quyền thần. Nhiều người nuôi chí làm bá vương trong bối cảnh đó.
Nguyễn Kính dốc lòng theo Trần Chân đánh giặc phò trợ nhà Lê, sau đó vì chủ tướng bị giết oan, bất chấp lệnh triều đình mà cất quân báo thù cho chủ. Khi đó Nguyễn Kính không nắm được Chiêu Tông như Đăng Dung nắm Cung Hoàng sau này, trường hợp ông gây sức ép yêu sách Chiêu Tông giết 3 người gièm pha Trần Chân cũng là duy nhất trong lịch sử Việt Nam, vua phải làm theo ý bầy tôi bên ngoài mà dằn lòng giết cận thần của mình.
Sau khi thù thầy rửa được rồi, đạo quân của Nguyễn Kính có dáng dấp một đạo quân phiến loạn vô chính phủ, loay hoay không biết đâu là chỗ sáng, hết phá phách càn rỡ, rồi theo Trịnh Tuy, lại theo Chiêu Tông.
Có ý kiến cho rằng Nguyễn Kính là người phản phúc, nhưng xét kỹ thì không phải như vậy. Nguyễn Kính chỉ mang cái dạ bộc trực mong báo thù, "hung hãn", giống như hình ảnh cơn giận của một Trương Phi trong Tam Quốc diễn nghĩa, Lý Quỳ trong Thủy Hử, chỉ biết tới chủ mà không cần biết tới vua. Ông không có toan tính, chí làm bá vương như Trịnh Tuy, Nguyễn Hoằng Dụ, Mạc Đăng Dung mà chỉ mong tìm chỗ theo như trước đây từng theo Trần Chân. Sau cùng, khi cả Trịnh Tuy lẫn Chiêu Tông đều khiến ông thất vọng, ông đã nhận ra Mạc Đăng Dung là minh chủ có thể theo giúp.
"Chim khôn chọn cành mà đậu, bầy tôi chọn chủ mà thờ". Nếu Nguyễn Kính là người chỉ biết hùa theo phe mạnh, ông đã theo Chiêu Tông đang thắng thế trước Mạc Đăng Dung (chỉ còn Hải Dương) khi Chiêu Tông theo Trịnh Tuy vào Thanh Hoá (1522). Nhưng lúc đó ông đã nhận ra sự thiếu sáng suốt của Chiêu Tông (trước giết oan Trần Chân, sau bỏ rơi các tướng Bắc bộ); còn với Trịnh Tuy - người quen cũ của ông – ông nhận ra Tuy không phải là đối thủ của Đăng Dung nên ông dứt khoát đi theo Đăng Dung. Sau nữa, lúc nhà Mạc chao đảo vì loạn Phạm Tử Nghi và sự ly khai về với nhà Lê của một loạt đại thần chủ chốt trong nhà Lê Bá Ly và Nguyễn Thiến, nếu Nguyễn Kính xu thời, ông cũng sẽ theo về nhà Lê trung hưng. Nhưng ngược lại, ông vẫn tận trung với ấu chúa nhà Mạc, là số ít các tướng tận tuỵ ở lại cùng hoàng thân Mạc Kính Điển chống giữ bảo vệ cơ nghiệp nhà Mạc. Không phải ngẫu nhiên ông trở thành người duy nhất ngoài gia tộc vua Mạc được truy tặng tước vương.